# Gaston II de Foix-Candale
Gaston II de Foix-Candale (zm. 1500) – hrabia na Candale (ang. earl of Kandal, fr. comte de Candale).
Był synem Jana de Foix i Małgorzaty de la Pole, córki księcia Suffolk. Od 1462 roku mieszkał we Francji. W 1469 roku poślubił Katarzynę de Foix (córkę Gastona IV, hrabiego Foix, i Eleonory I, królowej-regentki Nawarry). Gaston owdowiał w nieznanym roku i ożenił się po raz drugi – z Elżbietą lub Izabelą d'Albert.
Jego wnuczka - królowa Czech i Węgier Anna Jagiellonka - była żoną cesarza Ferdynanda I Habsburga. 

## Potomstwo
Z pierwszego małżeństwa Gastona pochodzili:
- Gaston III (zm. 1539), hrabia na Candale,
- Jan (zm. 1528), arcybiskup Bordeaux,
- Anna (zm. 26 lipca 1506), od 1502 roku żona Władysława II Jagiellończyka

Z drugiego małżeństwa Gastona pochodził: 
- Amanieu (zm. 1559), biskup Carcassonne.